# Daniel Salamanca
Daniel Domingo Salamanca Urey (Cochabamba, 7 giugno 1863 – Cochabamba, 17 luglio 1935) è stato un politico boliviano.
Deputato dal 1901, senatore dal 1904, presidente del Partito Repubblicano Genuino dal 1912 al 1919, fu nominato presidente della Bolivia nel 1931.

## Biografia
Per i suoi tratti somatici duri e lo sguardo affilato, fu noto presso i propri compatrioti col soprannome de "el Chino" (il Cinese). 
Salì alla presidenza nel 1931, quando il paese stava attraversando una difficile crisi economica. Contemporaneamente promosse una demilitarizzazione del Chaco, una desolata regione al confine tra Bolivia e Paraguay che si credeva erroneamente ricca di petrolio. L'anno seguente tuttavia, un'azione non autorizzata delle forze armate boliviane contro un fortino paraguaiano scatenò un conflitto tra i due paesi. 
L'andamento del conflitto rivelò subito le carenze dell'esercito di La Paz così come l'incapacità di alcuni dei suoi comandanti. Dopo una sconfitta disastrosa, Salamanca cacciò il capo di stato maggiore, il tedesco Hans Kundt. Nel novembre 1934 si recò nel quartier generale dell'esercito a Villamontes per rimuovere il comandante Enrique Peñaranda del Castillo. Questi tuttavia organizzò un colpo di Stato e, una volta giunto Salamanca, gli intimò di rassegnare le dimissioni. Rimpiazzato dal suo vice José Luis Tejada Sorzano rientrò nella sua città natale dove morì a causa di un cancro allo stomaco.